# Собор Святого Иоанна (Лимерик)
Собор Святого Иоанна Крестителя (англ. The Cathedral of St. John the Baptist) — католический собор в Лимерике в Ирландии, резиденция епископа Лимерика.

## О соборе
Первый камень в фундамент церкви Святого Иоанна Крестителя был заложен 1 мая 1856 года. Первая месса прошла еще во время строительства 7 марта 1859 года. Открыт еще не до конца отделанный храм был в июле 1861 года. Статус собора был присвоен 7 января 1912 года декретом Папы Пия X. В соборе за всю его историю никогда не прекращались службы.
Собор построен из голубого лимерикского известняка известным архитектором Филипом Чарльзом Хардуиком. На архитектурный проект значительное влияние оказал Солсберийский собор.
Шпиль собора — самый высокий в Ирландии, его высота составляет 93 м. Колокол весом в полторы тонны был отлит в 1883 году в Дублине и доставлен по реке на барже.
Собор Святого Иоанна Крестителя — один из двух соборов Лимерика, второй — англиканский Собор Святой Марии.